# 馬牛新脊介
馬牛新脊介（学名：Neonesidea maneuyanga）为土菱介科新脊介屬下的一个种。